# アブシール
アブシール（Abusir、エジプト語: pr wsjr、コプト語: ⲃⲟⲩⲥⲓⲣⲓ (busiri)、ギリシア語: Βούσιρις、アラビア語: ابوصير）はエジプトの考古遺跡の地名で、「オシリスの家または神殿」を意味する。エジプト古王国のネクロポリスがあり、後世の遺跡も追加されている。カイロの近郊にある。隣接するナイル川河畔の村も同じ名称である。サッカラから数キロメートル北にあり、サッカラと同様に古代エジプトの首都メンフィスの高級役人の墓地としても使われた。エジプトには他にもアブシールまたはブシリと呼ばれる村がある。
アブシールは、ギーザ北部からサッカラ以南まで南北に続く広大な「ピラミッド平原」の中では比較的狭い区域だが、古王国第5王朝の時代に首都だったメンフィスの西の名誉ある葬送儀礼の中心地として使われた。隣接するギーザはエジプト第4王朝が巨大ピラミッドなどの記念碑を建てたため「いっぱい」になり、エジプト第5王朝のファラオは埋葬記念碑を建てる新たな場所を探す必要があった。
アブシールからは古王国時代のパピルスであるアブシール・パピルス (en) が大量に見つかっている。19世紀後半、西洋のいくつかの博物館がネフェルイルカラー・カカイ王の埋葬に関する記録文書（パピルス）の断片をコレクションに加えた。20世紀後半にはチェコの調査隊がネフェルエフラーとその母 Khentkaus II の2つのピラミッド複合体の発掘調査で、さらにパピルスを発見している。
古代都市ブシリス (Busiris) の近くには多数の地下墓地がある。ブシリスから南の平原に広大な墓地が広がっている。

## ネクロポリス

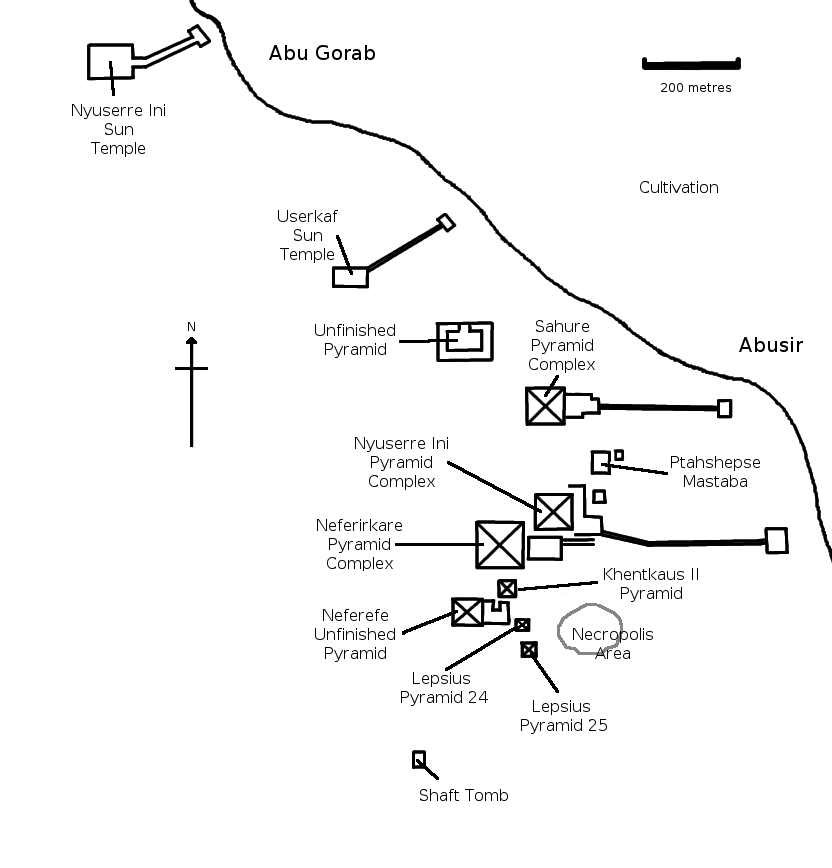
アブシールのネクロポリスの地図

アブシールには全部で14のピラミッドがあり、第5王朝の王室の主なネクロポリスとして使われていたことを示している。アブシールのピラミッドは第4王朝のものに比べると粗雑な造りであり、王権の低下または国家の経済力の低下を示しているとも言われている。大きさの面でも前王朝より小さく、品質の低い近場の石を使っている。
中でも有名なピラミッドは、最も状態のよいニウセルラーのピラミッド、ネフェルイルカラー・カカイのピラミッド、サフラーのピラミッドである。また、ネフェルエフラーのピラミッドは未完成である。アブシールの主なピラミッドは全て階段ピラミッドとして建設された。最大のネフェルイルカラーのピラミッドも元々は高さ約70メートルの階段ピラミッドとして建設されたが、あとから大雑把に石を積み足して「真の」ピラミッドに転換されたと見られている。